# 蘇克雷市 (法爾孔州)

蘇克雷市（西班牙語：Municipio Sucre），是委內瑞拉的一個市，位於該國西北部法爾孔州，首府設於拉克魯斯德塔拉塔拉，面積840平方公里，2001年人口5,155，人口密度為每平方公里6.1人。